# (3671) Дионис
(3671) Дионис (др.-греч. Διόνυσος) — околоземный астероид из группы аполлонов, который характеризуется крайне вытянутой орбитой, из-за чего, в процессе своего движения вокруг Солнца, он пересекает не только орбиту Земли, но и Марса. Астероид был открыт 27 мая 1984 года американскими астрономами Кэролин и Юджином Шумейкерами в Паломарской обсерватории и назван в честь Диониса, древнегреческого бога виноделия.
- Орбита астероида Дионис и его положение в Солнечной системе

В 1997 году группа астрономов Европейской южной обсерватории объявила, что кривая блеска указывает на возможность наличия небольшого спутника на орбите вокруг астероида. Предположительно это тело размером около 300 метров в диаметре, которое вращается на расстоянии 3,6 км от Диониса. Спутник получил временное обозначение S/1997 (3671) 1.